# 1009年
| 千纪： | 2千纪 |
| 世纪： | 10世纪 \| 11世纪 \| 12世纪                                                                                 |
| 年代： | 970年代 \| 980年代 \| 990年代 \| 1000年代 \| 1010年代 \| 1020年代 \| 1030年代                              |
| 年份： | 1004年 \| 1005年 \| 1006年 \| 1007年 \| 1008年 \| 1009年 \| 1010年 \| 1011年 \| 1012年 \| 1013年 \| 1014年 |
| 纪年： | 己酉年（鸡年）；契丹統和二十七年；北宋大中祥符二年；大理明應四年；越南景瑞二年；日本寬弘六年               |

## 大事记
- 后倭马亚王朝哈里发苏莱曼上位。
- 宋真宗詔天下置天慶觀，以奉三清玉皇。[來源請求]
- 高麗發生康兆政變。高麗將軍康兆殺死高麗穆宗，擁立王詢為王，是為顯宗。
- 越南前黎朝將軍李公蘊登基稱帝，改元順天，建立李朝。
- 3月9日：由於《奎德林堡編年史》的紀載，成為立陶宛名稱首次的書面紀錄。
- 阿爾斯蘭·伊斯拉里繼承塞爾柱部族長老。
- 法蒂瑪王朝哈里发哈基姆·比阿穆爾·阿拉下令摧毁耶路撒冷的聖墓教堂。

## 出生
- 後朱雀天皇，日本第69代天皇（1045年去世，36岁）
- 苏洵，北宋文学家，唐宋八大家之一（1066年去世，57岁）

## 逝世
- 段素英，大理國第6代國王
- 若望十八世，罗马教廷第141代教皇
- 萧绰，辽朝皇太后（953年出生，52岁）
- 高麗穆宗，高麗國第7代國王（980年出生，29岁）
- 黎臥朝帝，越南前黎朝第3代皇帝（986年出生，23岁）
- 塞爾柱·貝格，塞爾柱部族長老，985年帶領部族脫離烏古斯葉護國，並皈依伊斯蘭教。